# Ischnarctia aganice
Ischnarctia aganice là một loài bướm đêm thuộc phân họ Arctiinae, họ Erebidae.